# Liste sambischer Schriftsteller
Dies ist die (unvollständige) Liste der Schriftsteller Sambias
- Julius Chongo († 1995), Dichter, Hörspielautor
- Victoria Mary Jones (* 1958), Kinderbuchautorin
- Kenneth Kaunda (1924–2021), Politiker und Autor
- Andreya Masiye
- Dominic Mulaisho (* 1933)
- Grieve Sibale
- Binwell Sinyangwe (* 1956)